# Jeremy Rifkin

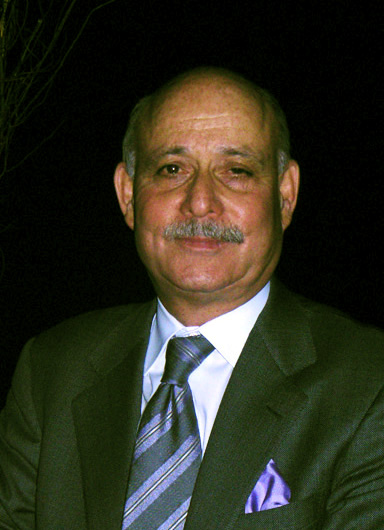
Jeremy Rifkin

Jeremy Rifkin (* 26. ledna 1945) je americký ekonom, prognostik a environmentalista, politolog, publicista a filozof.

## Profil
Titul z ekonomie získal na Wharton School na University of Pennsylvania v USA. Titul z mezinárodních vztahů získal na Fletcher School of Law and Diplomacy na Tufts University v USA. Jedná se o zakladatele a současného prezidenta Foundation on Economic Trends se sídlem ve Washingtonu, D.C. v USA. Je autorem šestnácti knih pojednávajících o dopadech technologických změn na ekonomiku, pracovní sílu, společnost a životní prostředí. Zaobírá se dokumentací dlouhodobých trendů rozvoje a analýzou hlavních problémových oblastí společnosti a civilizace. Je představitelem teoretické ekonomické školy nová ekonomie.
Dne 27. března 2009 vystoupil Jeremy Rifkin v Praze v Městské knihovně. Jeho přednáška byla součástí Fóra pro kreativní Evropu.

## Dílo
Je autorem nebo spoluautorem knih :
- Who Should Play God ? The Artificial Creation of Life and What It Means for the Future of the Human Race (spoluautor) (1977)
- Entropy. A New World View (1980)
- Algeny. A New Word, A New World (1983)
- Declaration of Heretic (1985)
- Time Wars. The Primary Conflict in Human History (1987)
- Entropy. Into The Greenhouse World (1989)
- Biosphere Politics. A New Consciousness for a New Century (1991)
- Beyond Beef. The Rise and Fall of the Cattle Culture (1992)
- The End of Work. The Decline of Global Labor Force and the Dawn of the Post-Market Era (1995)
- The Biotech Century. Harnessing the Gene and Remaking the World (1998)
- The Age of Access. The New Culture of Hypercapitalism, Where all of Life is a Paid-For Experience (2000)
- Hydrogen Economy. The Creation of the Worldwide Energy Web and the Redistribution of Power on Earth (2002)
- The European Dream: How Europe's Vision of the Future Is Quietly Eclipsing the American Dream (2004)

### Kapitoly v knihách
- Rifkin, Jeremy: New Technology and the End of Jobs. In: Goldsmith, Edward, Mander, Jerry (editors): The Case Against the Global Economy and for Turn Toward the Local. Sierra Club, San Francisco, California 1996

### Články
- Rifkin, Jeremy: Homo empathicus - velký příběh, který historikům uniká. In: Revue Prostor 93-94 (= 1-2/2012)
- Rifkin, Jeremy: The Dawn of the Hydrogen Economy. Keynote address at the EU H2 Conference – 10 June 2003, Fuel Cell Today
- Rifkin, Jeremy: The end of work as we know it. In: Demos 5/1995

### Rozhovory
- Globální prázdniny. Rozhovor s Jeremym Rifkinem. In: Zakowski, Jacek: Obavy a naděje. Rozhovory o budoucnosti. Mladá fronta, Praha 2004
- Myšlenky pro příští století. In: Listy č.4/1996 Dvouměsíčník pro politickou kulturu a občanský dialog. Praha 1996